# Хемшиашвили, Эмина Сердаловна
Эмина Сердаловна Хемшиашвили, в девичестве — Концелидзе (1928 год, село Чайсубани, АССР Аджаристан, ССР Грузия — 2001 год, Хелвачаурский муниципалитет, Аджария, Грузия) — колхозница колхоза имени Ленина Халинского сельсовета Кобулетского района, Аджарская АССР, Грузинская ССР. Герой Социалистического Труда (1950).

## Биография
Родилась в 1928 году в крестьянской семье в селе Чайсубани. Окончила местную сельскую школу. Трудовую деятельность начала в годы Великой Отечественной войны на чайной плантации колхоза имени Ленина Кобулетского района. За выдающиеся трудовые достижения по итогам 1948 года была награждена Орденом Трудового Красного Знамени.
В 1949 году собрала 6140 килограммов сортового зелёного чайного листа на участке площадью 0.5 гектара. Указом Президиума Верховного Совета СССР от 19 июля 1950 года удостоена звания Героя Социалистического Труда за «получение высоких урожаев сортового зелёного чайного листа и цитрусовых плодов в 1949 году» с вручением ордена Ленина и золотой медали «Серп и Молот» (№ 5225).
Этим же указом званием Героя Социалистического Труда была награждена труженица колхоза имени Ленина Кобулетского района колхозница Асие Камиловна Куршубадзе.
После замужества проживала в Хелвачаурском районе, где трудилась на чайной плантации местного колхоза. Скончалась в 2001 году.
Награды
- Герой Социалистического Труда
- Орден Ленина
- Орден Трудового Красного Знамени (29.08.1949)